# 岩崎友泰
岩崎 友泰（いわさき ともひろ、2001年3月3日 - ）は、日本の歌手、俳優。
千葉県出身。アミューズ所属。

## 来歴
2021年、「JUNON×AMUSEアイドルオーディション」LATCH!賞 受賞。アイドルプロジェクト「STATION IDOL LATCH!」竹下宮斗（原宿駅）役に選ばれる。
2023年、「お台場冒険王2023 SUMMER SPLASH！」ミストマンメンバーとして活動。

## 人物
- 特技、料理・なぞかけ[1]
- 趣味、歌うこと・舞台、ミュージカル鑑賞・サウナ[1]

## 出演

### 声優
- STATION IDOL LATCH! - 竹下 宮斗（原宿駅）役[4]

### 映画
- Amuse Presents SUPER HANDSOME LIVE 2022 “ROCK YOU! ROCK ME!!”（2023年5月19日公開、ライブ・ビューイング / 松竹）[5]
- 交換ウソ日記（2023年7月7日公開、松竹）
- 富士山と、コーヒーと、しあわせの数式（2025年10月24日公開予定、ギャガ）

### 舞台
- 舞台『パリピ孔明』（2024年5月3日 - 6日、天王洲 銀河劇場 / 5月10日・11日、サンケイホールブリーゼ） - TAKU 役[6]
- 特攻隊ミュージカル『流れる雲よ〜令和七年より愛を込めて〜』（ 2025年8月13日 - 8月17日、I'M A SHOW）

## 作品
- STATION IDOL LATCH!「STATION IDOL LATCH! 04」（2021年12月8日）